# Luis Marigómez
Luis Miguel Marigómez Marugán (Nava de la Asunción, Segovia, 1957) es un escritor, poeta, traductor y crítico literario español.

## Biografía
Luis Marigómez nació en Nava de la Asunción (Segovia) en 1957. A lo largo de su carrera ha escrito para El Norte de Castilla, Diario 16 o ABC Cultural. Ha publicado siete novelas entre las que destaca Ramo, con la que ganó el Premio Miguel Delibes de Narrativa. Ha sido coeditor de la revista de poesía Veneno (1982-2016) desde 1989 a 1995. Cofundó la revista El Signo del Grrión (1993-2002). Ha traducido el poemario Luna nueva, de Margaret Adwood (2000), además de a otros grandes poetas en lengua inglesa como son Ezra Pound, John Ashbery, Raymond Carver y Flanney O'Connor. Actualmente reside en Valladolid.
En 1993 participó en la fundación de la revista literaria El signo del gorrión, que se publicó hasta 2003. En 2023, se encargó de la coordinación de un libro conmemorativo titulado Travesía de 'El signo del gorrión' (editorial Eolas) sobre la trayectoria de dicha revista.

## Obra

### Narrativa
- 1989 - Sofocón, Caja de Ahorros Provincial de Valladolid (relato)
- 1992 - Orillas, Editora Regional de Extremadura, (relato)
- 1998 - Rama, Editorial Límite (cuentos)
- 1999 - Vísperas, Huerga y Fierro, (novela)
- 2001 - Ramo, Alianza Editorial, (cuentos)
- 2002 - Rosa, Losada (novela)
- 2007 - A través,. Kailas, (novela)
- 2011 - Trizas, Huerga y Fierro
- 2016 - Sinfín, Huerga y Fierro. ISBN 978-84-946008-2-1. (novela)[8][1]
- 2024 - Vaivén, Castilla Ediciones, ISBN 978-84-16822-56-0, 2024.[9]

### Poesía
- 2008 -  Año, 2008. Icaria
- 2018 - Fronda, Huerga y Fierro editores, ISBN 978-84-948913-7-3[2][10]
- 2023 - Vislumbres, Huerga y Fierro editores, ISBN 978-84-12-73897-1.[11]

### Libros colectivos
- Cuentos pendientes, cuarenta y tres voces del cuento castellano y leonés del siglo XXI. Selección y prólogo de José Ignacio García García. Castilla Ediciones, 2021.[12]